# Cespedesia macrophylla
Cespedesia macrophylla là một loài thực vật có hoa trong họ Ochnaceae. Loài này được Seem. mô tả khoa học đầu tiên năm 1853.